# Frontier Outpost
Frontier Outpost è un film del 1950 diretto da Ray Nazarro.
È un western statunitense con Charles Starrett, Lois Hall e Steve Darrell. Fa parte della serie di film western della Columbia incentrati sul personaggio di Durango Kid.

## Produzione
Il film, diretto da Ray Nazarro su una sceneggiatura di Barry Shipman, fu prodotto da Colbert Clark per la Columbia Pictures e girato dall'8 al 16 settembre 1949.

## Distribuzione
Il film fu distribuito negli Stati Uniti nel 1950 al cinema dalla Columbia Pictures. È stato distribuito anche in Brasile con il titolo Avançada de Fogo.

## Promozione
La tagline è: Starrett and Smiley blast gold-looting bandits!.